# تاتیانا شوچولوا
تاتیانا شوچولوا (انگلیسی: Tatiana Shchegoleva؛ زادهٔ ۹ فوریهٔ ۱۹۸۲) بازیکن بسکتبال اهل اتحاد جماهیر شوروی سوسیالیستی است.